# Mito, Ibaraki
Mito (水戸市 (Thủy Hộ thị) Mito-shi) là thành phố và thủ phủ thuộc tỉnh Ibaraki, Nhật Bản. Tính đến ngày 1 tháng 10 năm 2020, dân số ước tính thành phố là 270.685 người và mật độ dân số là 1.200 người/km2. Tổng diện tích thành phố là 217,3 km2.

## Địa lý

### Đô thị lân cận
- Ibaraki
  - Hitachinaka
  - Kasama
  - Naka
  - Ibaraki
  - Ōarai
  - Shirosato

### Khí hậu
| Dữ liệu khí hậu của Mito, Ibaraki        | Dữ liệu khí hậu của Mito, Ibaraki | Dữ liệu khí hậu của Mito, Ibaraki | Dữ liệu khí hậu của Mito, Ibaraki | Dữ liệu khí hậu của Mito, Ibaraki | Dữ liệu khí hậu của Mito, Ibaraki | Dữ liệu khí hậu của Mito, Ibaraki | Dữ liệu khí hậu của Mito, Ibaraki | Dữ liệu khí hậu của Mito, Ibaraki | Dữ liệu khí hậu của Mito, Ibaraki | Dữ liệu khí hậu của Mito, Ibaraki | Dữ liệu khí hậu của Mito, Ibaraki | Dữ liệu khí hậu của Mito, Ibaraki | Dữ liệu khí hậu của Mito, Ibaraki |
| Tháng                                    | 1                                 | 2                                 | 3                                 | 4                                 | 5                                 | 6                                 | 7                                 | 8                                 | 9                                 | 10                                | 11                                | 12                                | Năm                               |
| ---------------------------------------- | --------------------------------- | --------------------------------- | --------------------------------- | --------------------------------- | --------------------------------- | --------------------------------- | --------------------------------- | --------------------------------- | --------------------------------- | --------------------------------- | --------------------------------- | --------------------------------- | --------------------------------- |
| Cao kỉ lục °C (°F)                       | 23.8 (74.8)                       | 24.3 (75.7)                       | 25.9 (78.6)                       | 31.0 (87.8)                       | 33.4 (92.1)                       | 34.5 (94.1)                       | 38.4 (101.1)                      | 38.4 (101.1)                      | 36.8 (98.2)                       | 33.1 (91.6)                       | 26.2 (79.2)                       | 25.0 (77.0)                       | 38.4 (101.1)                      |
| Trung bình ngày tối đa °C (°F)           | 9.2 (48.6)                        | 9.8 (49.6)                        | 13.0 (55.4)                       | 17.8 (64.0)                       | 22.0 (71.6)                       | 24.5 (76.1)                       | 28.5 (83.3)                       | 30.0 (86.0)                       | 26.4 (79.5)                       | 21.2 (70.2)                       | 16.3 (61.3)                       | 11.4 (52.5)                       | 19.2 (66.6)                       |
| Trung bình ngày °C (°F)                  | 3.3 (37.9)                        | 4.1 (39.4)                        | 7.4 (45.3)                        | 12.3 (54.1)                       | 17.0 (62.6)                       | 20.3 (68.5)                       | 24.2 (75.6)                       | 25.6 (78.1)                       | 22.1 (71.8)                       | 16.6 (61.9)                       | 10.8 (51.4)                       | 5.6 (42.1)                        | 14.1 (57.4)                       |
| Tối thiểu trung bình ngày °C (°F)        | −1.8 (28.8)                       | −1.2 (29.8)                       | 2.1 (35.8)                        | 7.0 (44.6)                        | 12.5 (54.5)                       | 17.0 (62.6)                       | 21.0 (69.8)                       | 22.2 (72.0)                       | 18.6 (65.5)                       | 12.5 (54.5)                       | 5.9 (42.6)                        | 0.5 (32.9)                        | 9.7 (49.5)                        |
| Thấp kỉ lục °C (°F)                      | −12.0 (10.4)                      | −12.7 (9.1)                       | −9.0 (15.8)                       | −3.5 (25.7)                       | −0.1 (31.8)                       | 7.3 (45.1)                        | 10.2 (50.4)                       | 12.7 (54.9)                       | 7.9 (46.2)                        | −0.5 (31.1)                       | −4.7 (23.5)                       | −8.2 (17.2)                       | −12.7 (9.1)                       |
| Lượng Giáng thủy trung bình mm (inches)  | 54.5 (2.15)                       | 53.8 (2.12)                       | 102.8 (4.05)                      | 116.7 (4.59)                      | 144.5 (5.69)                      | 135.7 (5.34)                      | 141.8 (5.58)                      | 116.9 (4.60)                      | 186.3 (7.33)                      | 185.4 (7.30)                      | 79.7 (3.14)                       | 49.6 (1.95)                       | 1.367,7 (53.85)                   |
| Lượng tuyết rơi trung bình cm (inches)   | 4 (1.6)                           | 6 (2.4)                           | 1 (0.4)                           | 0 (0)                             | 0 (0)                             | 0 (0)                             | 0 (0)                             | 0 (0)                             | 0 (0)                             | 0 (0)                             | 0 (0)                             | 1 (0.4)                           | 12 (4.7)                          |
| Số ngày giáng thủy trung bình (≥ 0.5 mm) | 5.5                               | 6.0                               | 10.5                              | 11.3                              | 12.2                              | 13.0                              | 12.5                              | 9.4                               | 11.8                              | 12.0                              | 8.0                               | 5.9                               | 118.1                             |
| Độ ẩm tương đối trung bình (%)           | 63                                | 63                                | 66                                | 70                                | 74                                | 81                                | 82                                | 81                                | 81                                | 79                                | 75                                | 68                                | 74                                |
| Số giờ nắng trung bình tháng             | 195.4                             | 174.3                             | 182.7                             | 183.5                             | 186.1                             | 137.8                             | 150.8                             | 179.4                             | 138.7                             | 140.6                             | 153.7                             | 178.0                             | 2.000,8                           |
| Nguồn: Cục Khí tượng Nhật Bản            |                                   |                                   |                                   |                                   |                                   |                                   |                                   |                                   |                                   |                                   |                                   |                                   |                                   |

## Giao thông

### Đường sắt
JR East - Tuyến Mito / Tuyến Jōban
- Uchihara -  Akatsuka - Kairakuen - Mito

 JR East – Tuyến Suigun
- Mito

 Tuyến Ōarai Kashima
- Mito -  Higashi-Mito - Tsunezumi

### Cao tốc/Xa lộ
- Jōban Expressway – Nút giao Mito
- Kita-Kantō Expressway – Nút giao Minami-Mito
- Higashi-Mito Road – Nút giao Mito-Ōarai
- Quốc lộ 6
- Quốc lộ 50
- Quốc lộ 51
- Quốc lộ 118
- Quốc lộ 123
- Quốc lộ 124
- Quốc lộ 245
- Quốc lộ 349
- Quốc lộ 400